# る
る、ルは、日本語の音節のひとつであり、仮名のひとつである。1モーラを形成する。五十音図において第9行第3段（ら行う段）に位置する。

## 概要

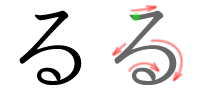
「る」の筆順

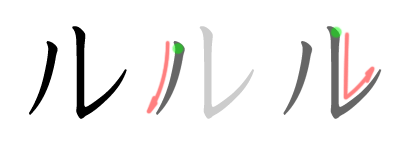
「ル」の筆順

- 現代標準語の音韻: 1子音と1母音からなる音 /ru/。舌の先で上歯茎付近をはじくことによる有声子音/r/とうからなる音。国際音声記号で語中の/r/は歯茎はじき音[ɾ]で記述される。語頭の/r/は接触の持続時間がやや長く歯茎側面はじき音[ɺ]で記述される。
- 五十音順: 第41位。や行の「い」と「え」を数に加えると43位。
- いろは順: 第11位。「ぬ」の次、「を」の前。
- 平仮名「る」の字形: 「留」の草体
- 片仮名「ル」の字形: 「流」の右下の部分
- ローマ字: ru
- 点字:
- 通話表: 「留守居のル」
- モールス信号: －・－－・
- 手旗信号：3→7

- 発音: る[ヘルプ/ファイル]

## る に関わる諸事項
- 日本語に「る」で始まる単語は極端に少なく、（「ルール」などの「ル」で始まる外来語を除けば）三省堂「大辞林 第二版」では200項目しかない。しかもそれらのほぼ全てが漢語であり、それ以外ではアイヌ語由来の地名「留萌」と他「るんるん」ぐらいしかない。